# 越位 (足球)

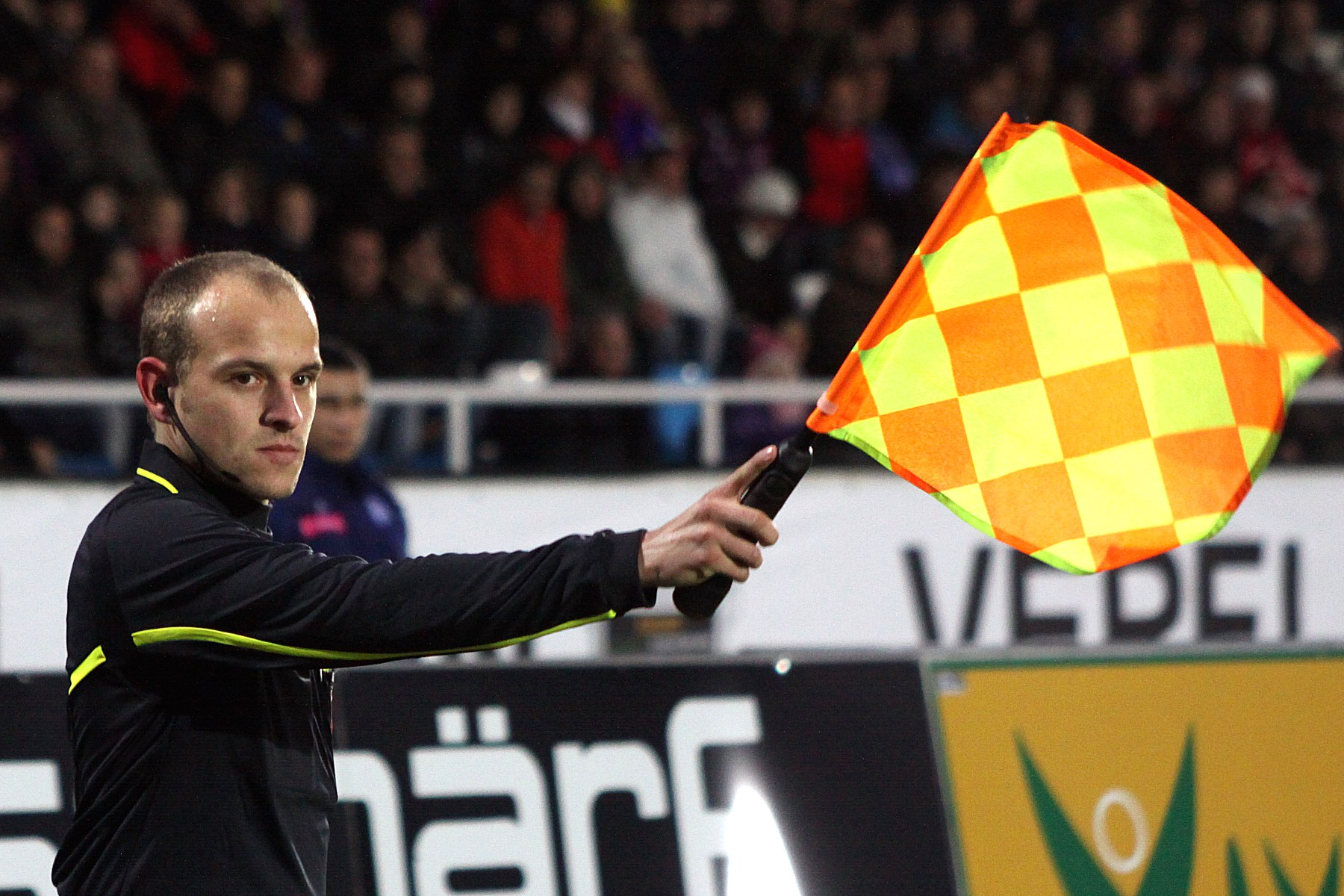
助理裁判透過舉旗來表示越位

越位（英語：offside）是足球运动的规则，編纂在足球規則的第11條中，对传球时接球运动员處於的位置作出嚴格限制。越位是因有球員的身體部位在對手的球場的一半，並且比球和倒數第二個對手更接近對手的球門線更近，那麼該球員就處於“越位位置”（通常是最後一個對手，但不一定是守門員）。
處於越位位置本身不是進攻，但當隊友擊球時，如果球員接球或以其他方式“參與主動比賽”，將“干擾對手”或透過處於該位置“獲得優勢”，則可以被判定犯有越位違規。越位被認為是這項運動中最難理解的規則。

## 規則的執行
執行越位规则有三个步骤：球员處於越位位置，实际发生了越位违例，然后由裁判做出越位判罚。

### 越位位置

左边的蓝方前鋒正處於越位位置，因为他相比球和站在最后第二位的防守方球员均更靠近防守方的底线。不过需要注意的是，處於越位位置，并不代表他已经越位违例了。

左边站在禁区边缘的蓝方前鋒不處於越位位置，因为虽然他比站在最后第二位的防守方球员更靠近防守方的底线，但是他站在现在球所在位置的后方。

一球员是不是在越位位置上，由兩個条件决定，即球的位置及对方站在最后第二位的球员位置（注：因為對方陣營之最後位置的球員「通常」是守門員，所以越位線其中一個條件必然是对方站在最后第二位的球员位置）。当球员所在的位置比“球和站在最后第二位的对方球员更靠近对方底线”，就處於越位位置。但若此球员處於本方半场内，则不受此限制。如果球员和第二名对方球员平行，亦不算越位。
2005年版的足球规则（Laws of the Game）包含了国际足球协会理事会的一项新决策，其规定“（越位球员的）脚部分比球和对方站在最后第二位的球员更靠近对方的底线；手臂则不在定义的范围之内。”也就是说，一名球员处在越位位置的定义是，该球员身体（不包括手臂）的任何部位，比对方站在最后第二位的球员的身体（不包括手臂）的任何部位，和比球的任何部位都更靠近对方的底线时，即处于越位位置。
国际足球协会理事会2009至2010年度足球规则中明确指出，一个暂时离开场地的球员将被认为是站在他之前走出边线的那一点上。
注意站在最后的两名对方球员可以是守門員和另一名场上队员，或两名场上队员。带球或者是站在球后的进攻球员不处于越位位置，也不会越位违例。
需要强调的是，越位位置在球被队友碰到或者开出的时刻决定，若球在对方队员操控中，本方球员不算越位 (即是說，於越位位置的球員截得對手誤傳，不會構成越位犯規)，即使此球员在越位位置上。单是處於越位状态本身并没有违例。
另外球员處於越位位置这种状态跟双方队员正在向前还是向后奔跑是无关的。而任何球员的越位状态在对方球员接触到球之后都会消失，具体的裁决由裁判员决定。

### 越位违例
球员處於越位位置，且在球被隊友接触到或者拿到的时候，他被裁判员认定为涉入進行中的比賽，才会構成越位违例。所謂涉入進行中的比賽指影响比赛、影响对方球员以及通过處於该位置获益。
如果球员是通过界外球、球门球或者角球接到的球，不属於越位违例。
球员是否“涉入進行中的比賽”而構成越位違例，不容易認定。2003年FIFA颁布了越位规则的新解释，並在2005年7月并入規則第11条。这些条文旨在更清晰地定义以下三种情形：
- 影响比赛指碰到或接到队友传过来或被队友碰过的球。
- 影响对方队员指以阻挡对方队员的视线或移动路線来阻止他得球或運球。或者，作出了被裁判员认定为欺騙或干扰对方队员的手势或动作。
- 从越位位置获益指已经處於越位位置，而獲得從门框（門柱或門楣）或對方队员身上反弹而來的球。

另外，當比賽運作中而非停頓時，防守一方有球員自行走出底線以外，即使他是因傷躺臥在場外，仍會被視為參與球賽，除非球證已示意確認該名球員離場療傷，他才算暫時沒有參與球賽，以防有人利用裝受傷來令進攻一方突然越位違例。2008年歐洲足球錦標賽荷蘭對意大利的賽事中，正因意大利有球員在底線外，令荷蘭雲尼斯杜萊的入球被判有效。
实践中，如果裁判认定處於越位状态的球员能够拿到球的话，该球员可能在拿到或者碰到球之前就被吹罚。
时至今日，裁判对新定义的解释仍然被认为颇有争议。尤其是一名處於越位位置的队员应如何行动才不会被指“影响对方队员”仍未有定论。

### 越位判罚
对越位违例的判罚是给对方球队一个间接任意球，罚球点在违例发生的地方。如果防守方已经从中获益或者得到了球，许多裁判员运用其自由裁量权允许比赛继续，以免比赛的节奏由于太多自由球而放慢，同时也能达到防守方同样的获益。
一般來說，球員越位不會被罚黄牌。但是，如果球員於被吹罰越位後不理哨聲繼續進攻，會被視為浪費時間而被罰黃牌。克里斯蒂亚诺·罗纳尔多便曾於2003-04賽季英超最後一個比赛日在對陣阿斯顿维拉的賽事中因被吹越位後仍將球攻入維拉大門，被裁判以浪費時間為由兩黃一紅趕出場外。

### 执行
为了执行这条规则，裁判员很大程度上必须依靠边线裁判，他们一般一直保持在各方第二名后卫的同一条线上（具体的走位技术比较复杂）。
边线裁判判定越位的任务可以非常困难。因为他们需要同时追踪攻方和守方，当球被拿到的时候（常常会在球场的另一端）决定哪个球员處於越位位置，然后决定處於越位位置的队员是否實際參與比賽。当攻方球员及守方队员与边线裁判的距离有很大差异，边线裁判又不是正好站在防守队员的同一条线上的时候，由于透视收缩效应，错误判决的机会大大增加。观众常常会低估判决越位的难度。要决定一名球员是不是在球踢出的那一刻跟对手处在同一条线上是不容易的：如果攻守双方向相反的方向奔跑，他们可以在十分之一秒内跑两米的距离。

## 历史
很多人认为，越位规则的出现是为了对抗某种不太合理的战术。如果没有越位规则，就可能在前场开球的时候将进攻方球员安排在靠近对方球门的位置，从而轻易获得机会。但事实上，在足球竞赛发展的初期就已经有了这条规则，并且比现在的规则更为严格。如果球员站在皮球的前方，或者换句话说就在皮球和对方龙门之间，就会被认为是“逾越了他的位置”（作为和现代足球同源的运动，现代橄榄球中的越位规则可以拿来对比）。这也不是一种一开始就被广泛采纳的规则，谢菲尔德足球俱乐部的原始规则里并没有越位，被称为“直射员”的球员总是站在靠近对方龙门的位置。
1848年，HC·马尔当在剑桥大学三一学院召开了一次会议，提出了这个问题。有伊顿、哈罗、鲁比、温切斯特和舒种伯特的代表参加，他们各自提出自己的规则。他们在下午4点过一点的时候坐下，从五点左右直到午夜一直在起草一份被认为是第一套足球规则的“剑桥规则”。马尔当说“对他们的工作非常满意”。
不幸的是今天已经没有1848年规则的副本，但这些规则一般认为已经包括了界外球、球门球、半场标记、重新开始，以及禁止持球和用手推球。他们还允许用一条丝线用作划线。
在接下来的几年里，这些规则慢慢被尝试和试用过之后，剑桥规则的修订版在1856年面世。在舒种伯特公学图书馆可以找到这份被认为是最古老的足球规则的复本。
随着足球运动在1860年代和1870年代的发展，越位规则被证明是在俱乐部之间最有争议的规则。谢菲尔德通过修改规则要求在前锋队员和对方龙门之间存在防守方队员将“直射员”排除；足球协会也作了些許的妥协，采纳了剑桥“三名防守队员”（在前锋队员和对方龙门之间要有三名防守队员）的规则。最后，谢菲尔德采纳了足球协会的规则，直到1925年，这个规则都是官方规则。
1925年规则改为“两名防守队员”，导致足球进球数马上上升。在1924年到25年间，足球联盟1848场比赛中共有4700个进球。实施本规则后，在1925年到26年上升到6373个（比赛场次不变）。
1990年规则修正为允许进攻方球员可以与第二名防守方球员位于同一条线上。这一改变是足球权威人士推动的一项鼓励攻势足球并让比赛进行过程更自由的运动之一部分。
2003年，FIFA提出判断越位违例比以往更严格的指引以便鼓励攻势足球。根据这一指引，球员處於越位位置不会总被判罚，而是依赖于他的行动和具体位置。在这项修订中，如果得球的队员并不處於越位位置，即使同一时刻有一个不实际影响比赛的队友處於越位位置，也不会被判罚。这样，可以通过多次合法传球瓦解对方防御，从而制造更多的进球机会。
随着10年代中后期视频助理裁判（VAR）技术的引入，裁判可通过回看录像来确定是否存在越位。但有时裁判观看回放及划线时过于仔细，以至于出现肉眼难以分辨的“体毛级越位”判罚，易引发争议。

## 越位陷阱
越位陷阱是一种防守策略。当攻方球员向前奔跑准备接住队友的球，防守方会向前场移动，在皮球被踢中之前使攻方球员落在后面，这样当球踢出的时候他就處於越位位置。利用这个策略的防守方常常会试图将攻方的越位状态通过大叫或者举起手臂的方式提醒边线裁判。
对此策略的运用常常被嘲弄，说它让足球变得沉闷。然而，它也是一种有风险的策略，因为所有的防守方球员都要一齐向前移动，否则进攻方球员就不会處於越位位置；而如果越位陷阱失败，进攻队员就很可能获得单刀直入的机会，2003年的新规则使这策略变得更危险。
采用本策略的著名防守方有纽卡斯尔联的比利·麦克拉肯。据说他的战绩迫使官方规则在1925年进行了修改，将攻击方和球门线之间的防守队员数目从三个减少到两个。
越位陷阱在2003年的规则解释中变得风险更大，因为对于實際參與比賽的定义更严格。这样，试图制造越位陷阱的球队依然可以使对方队员處於越位位置，却不一定能让他實際參與接应隊友傳球和触球進攻，也就不会触发违例而被判罚。